# Kostel svatého Petra a Pavla (Hrádek)
Kostel svatého Petra a Pavla je římskokatolický chrám v Hrádku v okrese Znojmo. Jde o farní kostel římskokatolické farnosti Hrádek u Znojma. Je chráněn jako kulturní památka České republiky.
První písemná zmínka o obci je z roku 1046, románská rotunda svatého Oldřicha pochází z první poloviny 13. století, stejně jako první zmínka o faře. V polovině 17. století byl původní farní kostel zničený, o sto let později obec včetně fary a kostela vyhořela. V letech 1761 až 1764 byl postaven kostel nový. Jde o pozdně barokní stavbu s hodnotným interiérem od význačných barokních umělců Ondřeje Schweigla a Franze Antona Maulbertsche.

## Galerie

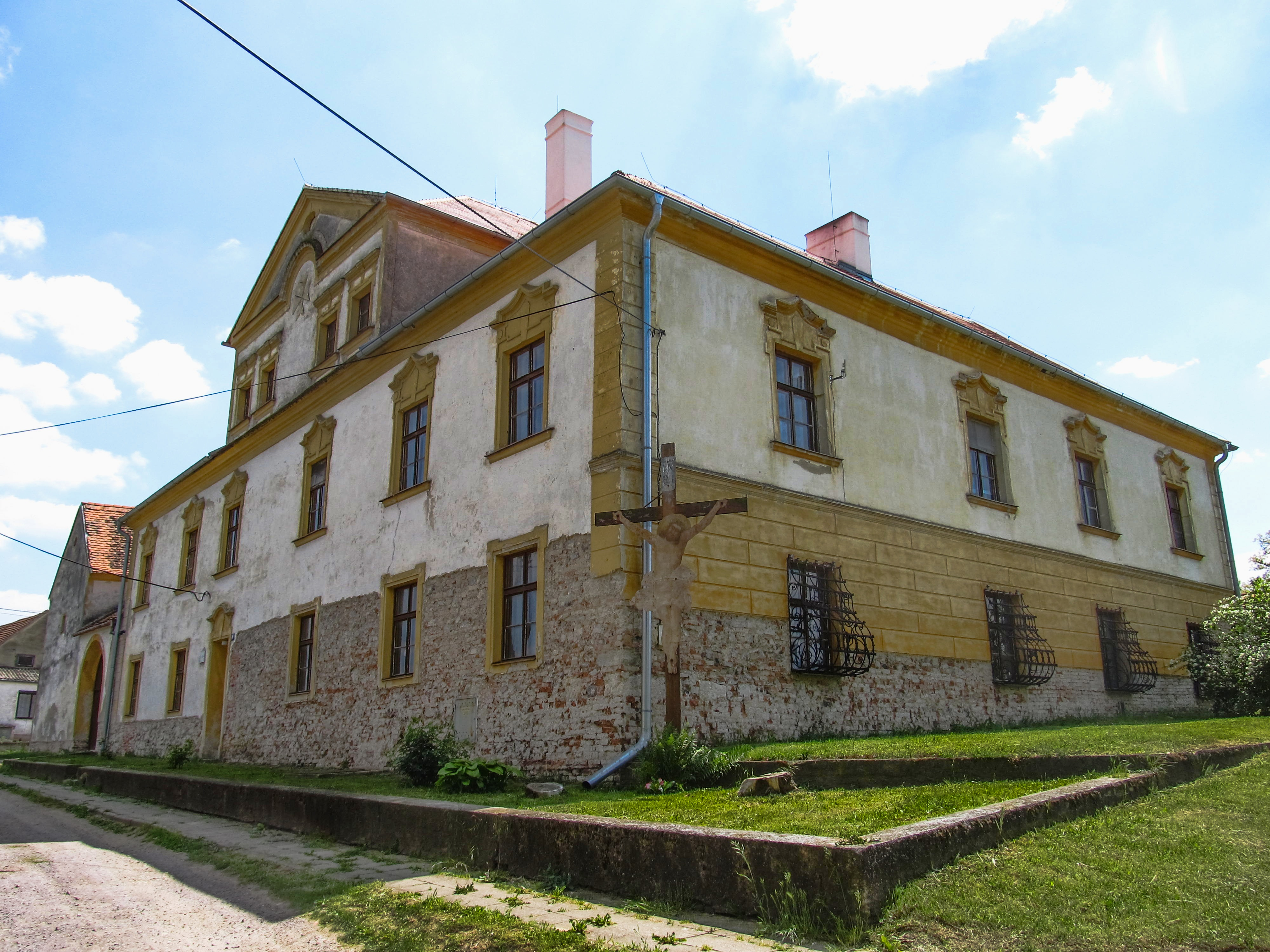
Fara (1717) naproti kostelu
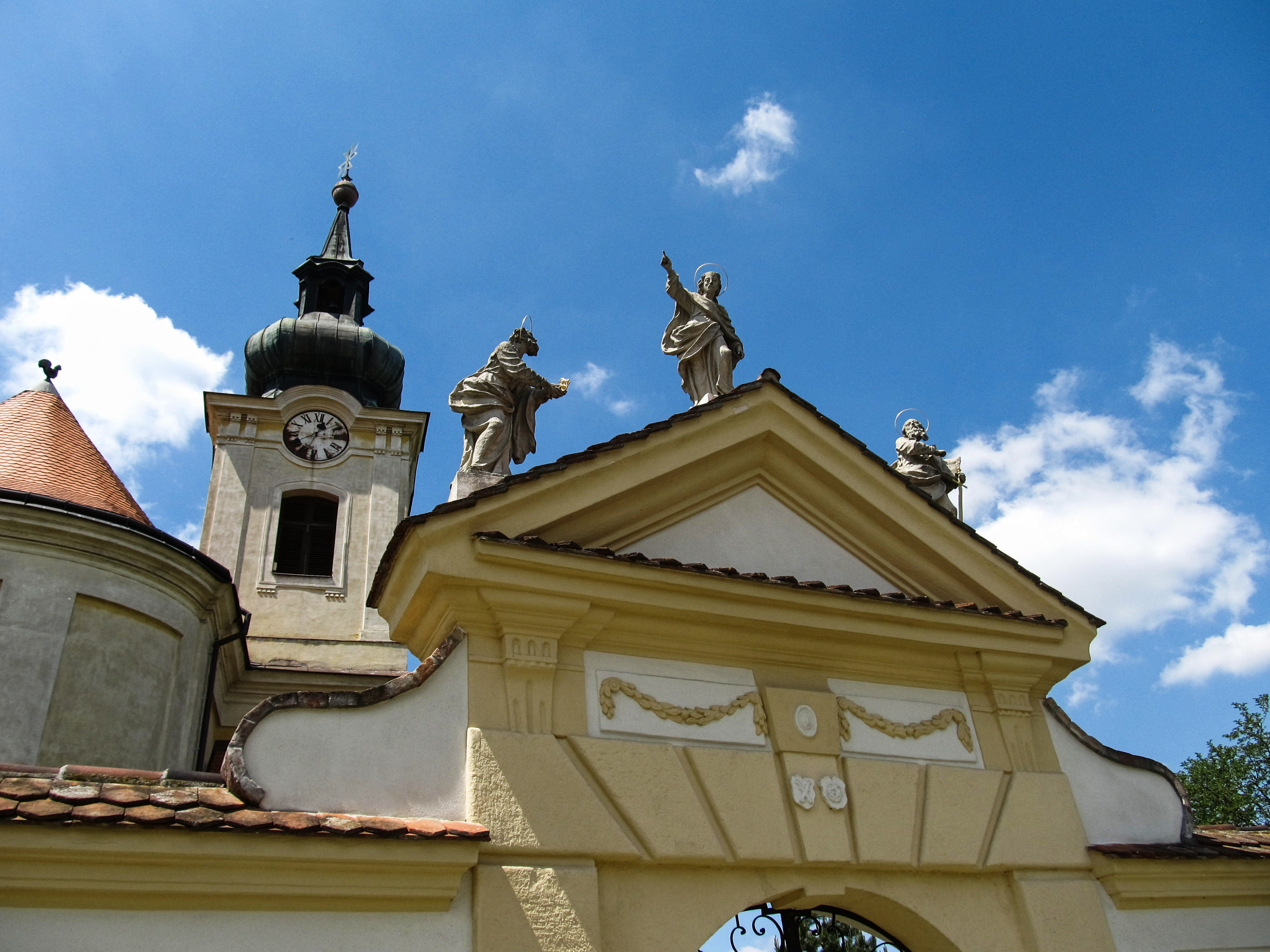
Brána se sochařskou výzdobou před kostelem
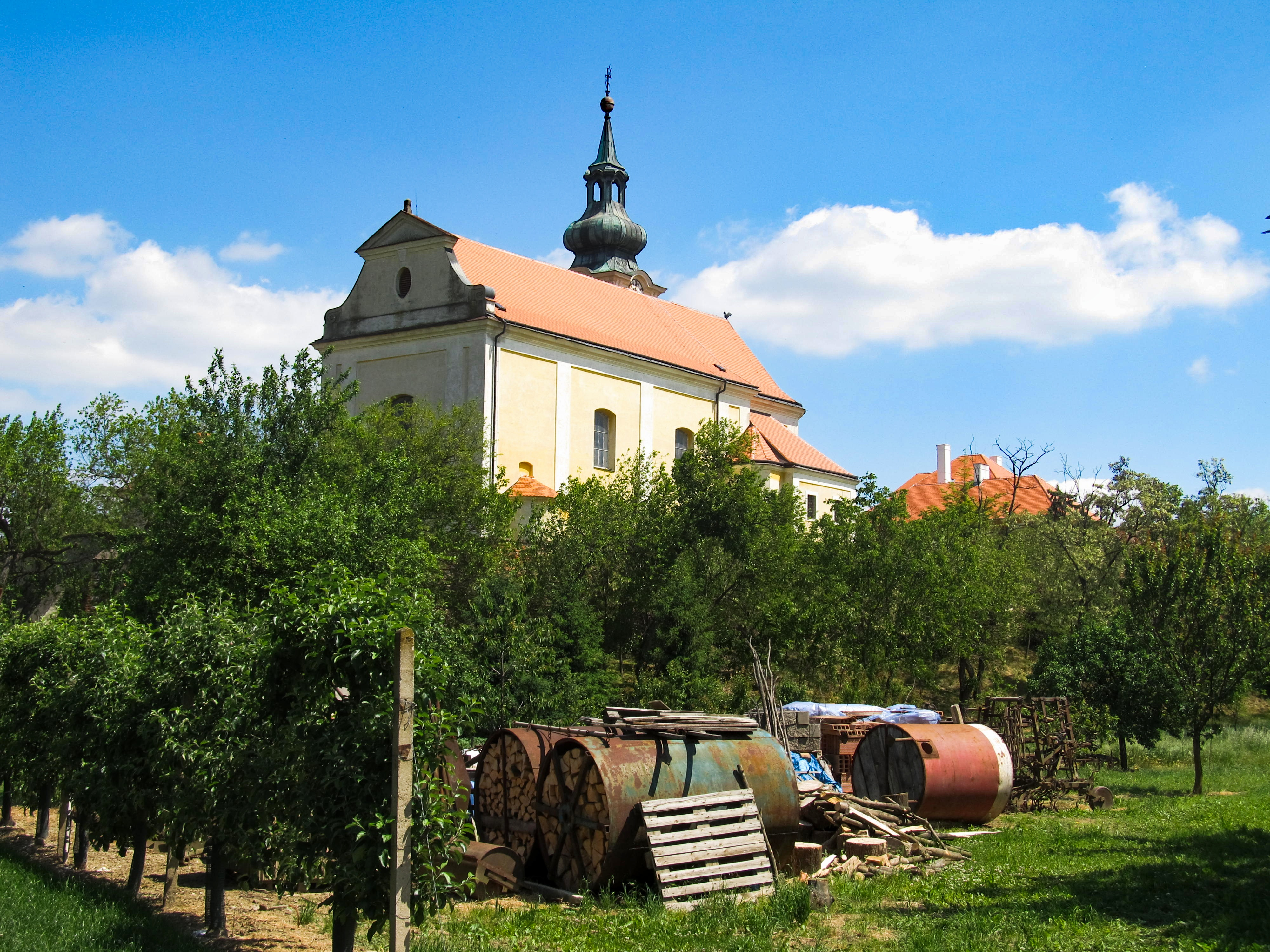
Kostel pohledem od jihozápadu
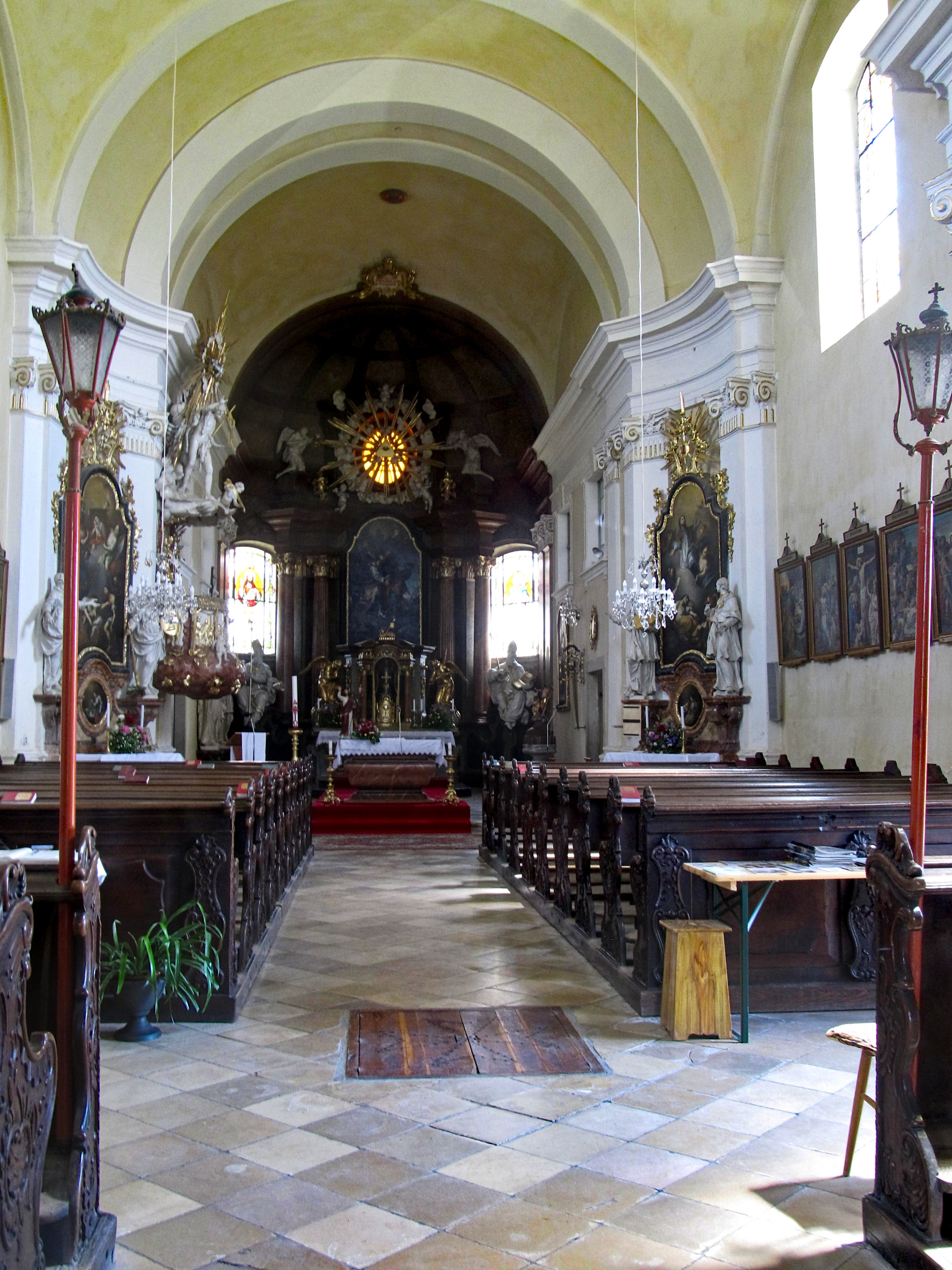
Interiér kostela sv. Petra a Pavla
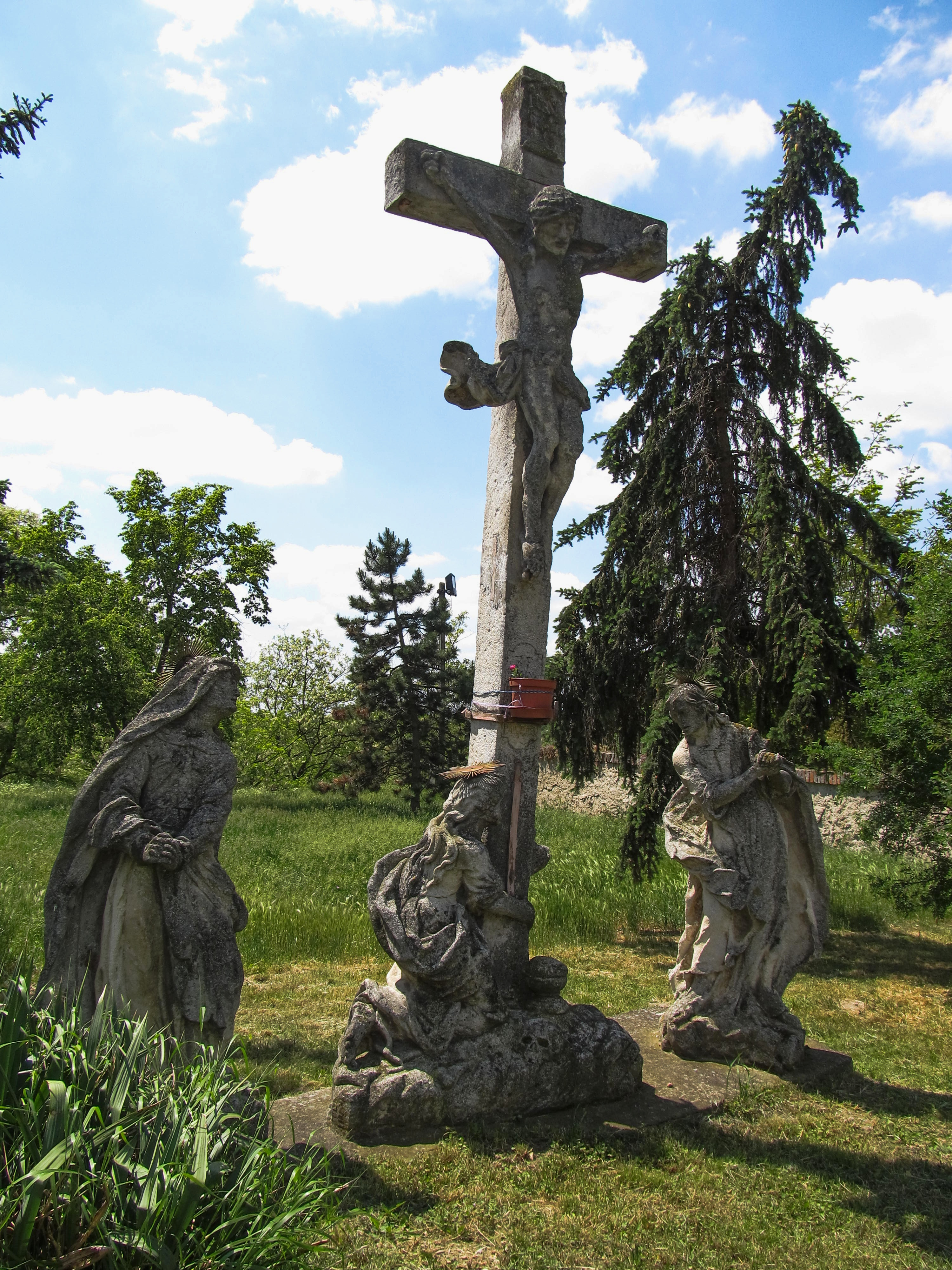
Barokní sousoší Kalvárie u kostela
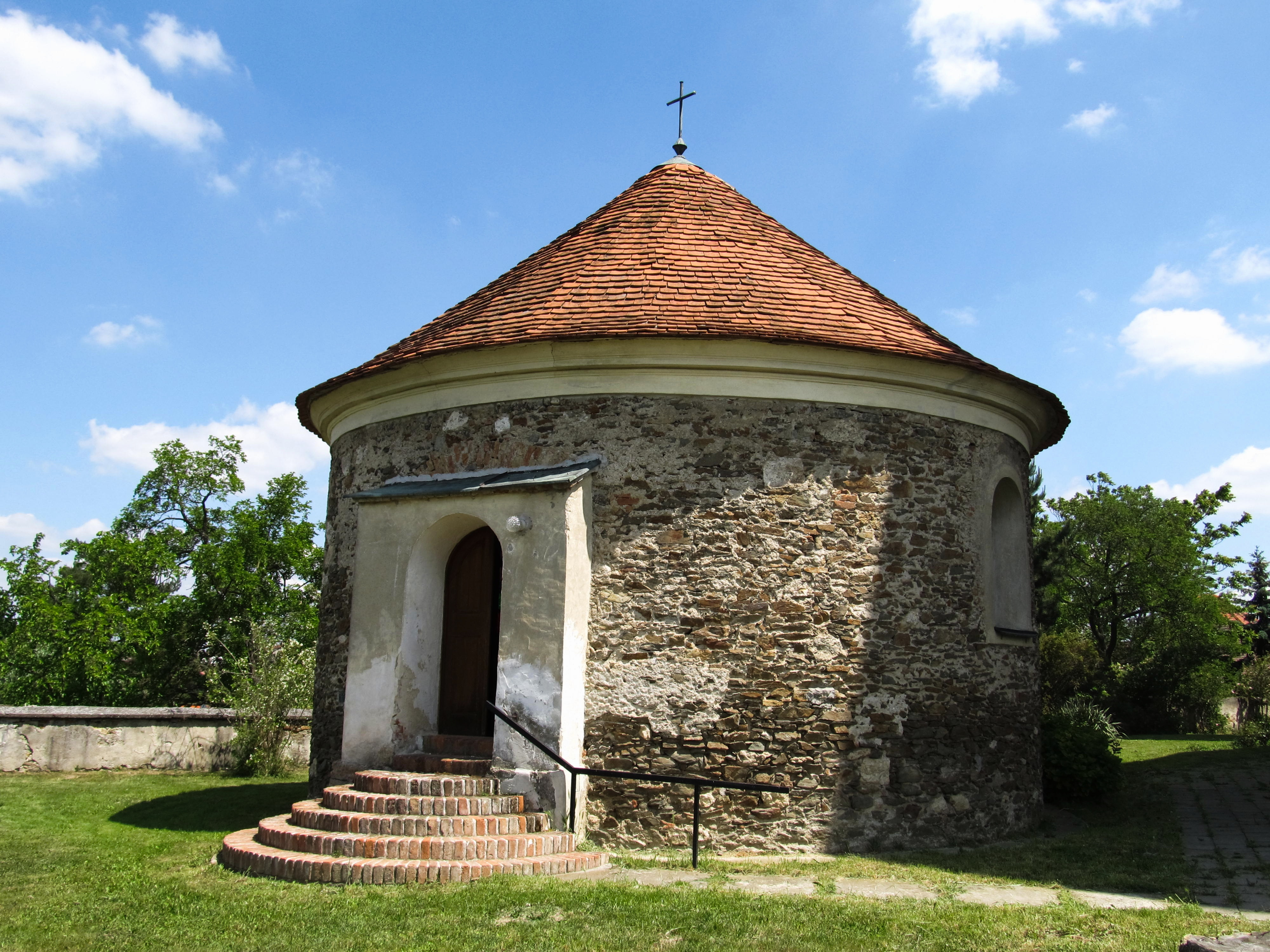
Rotunda sv. Oldřicha u kostela
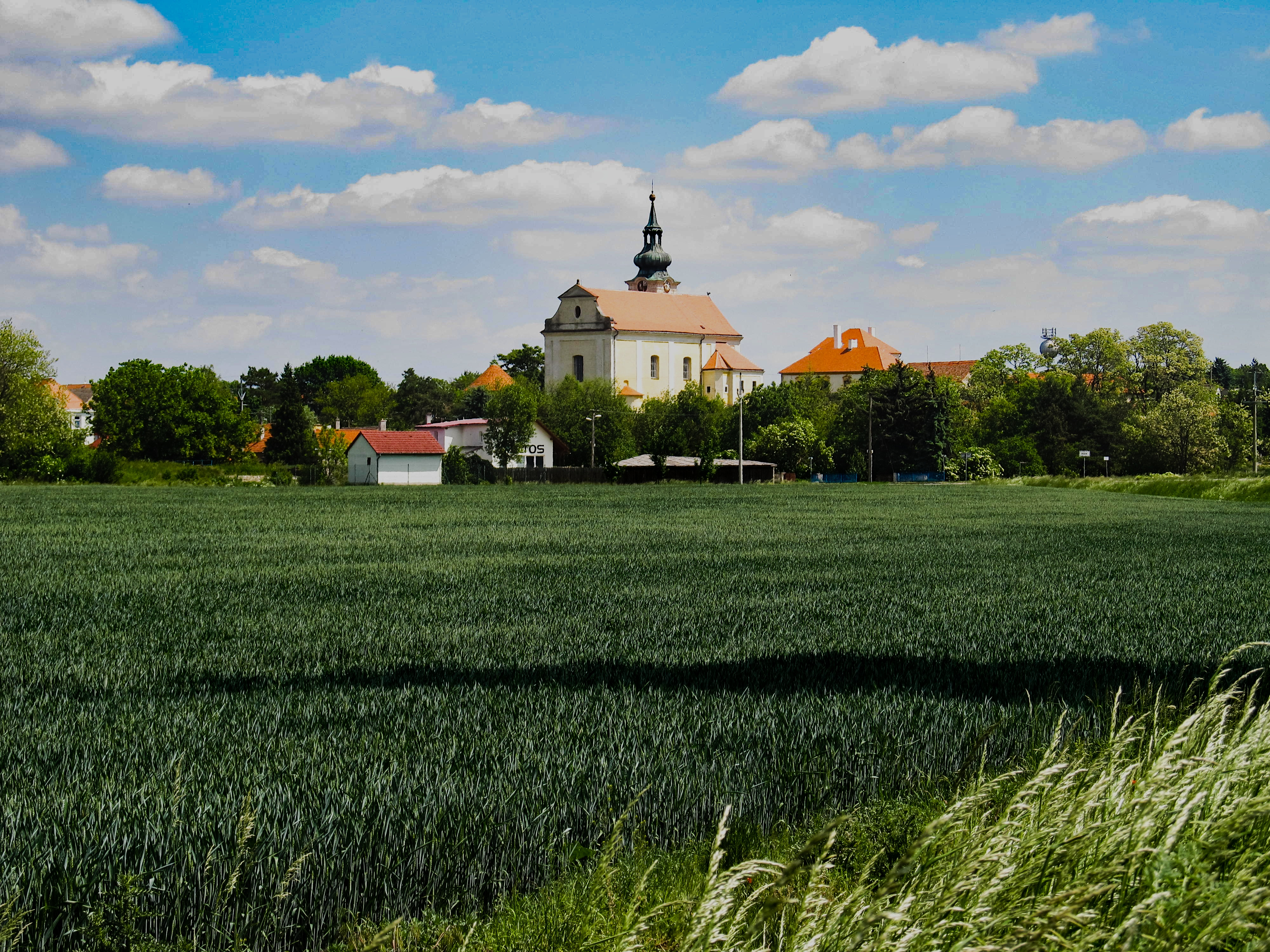
Pohled na Hrádek ze silnice od Jaroslavic
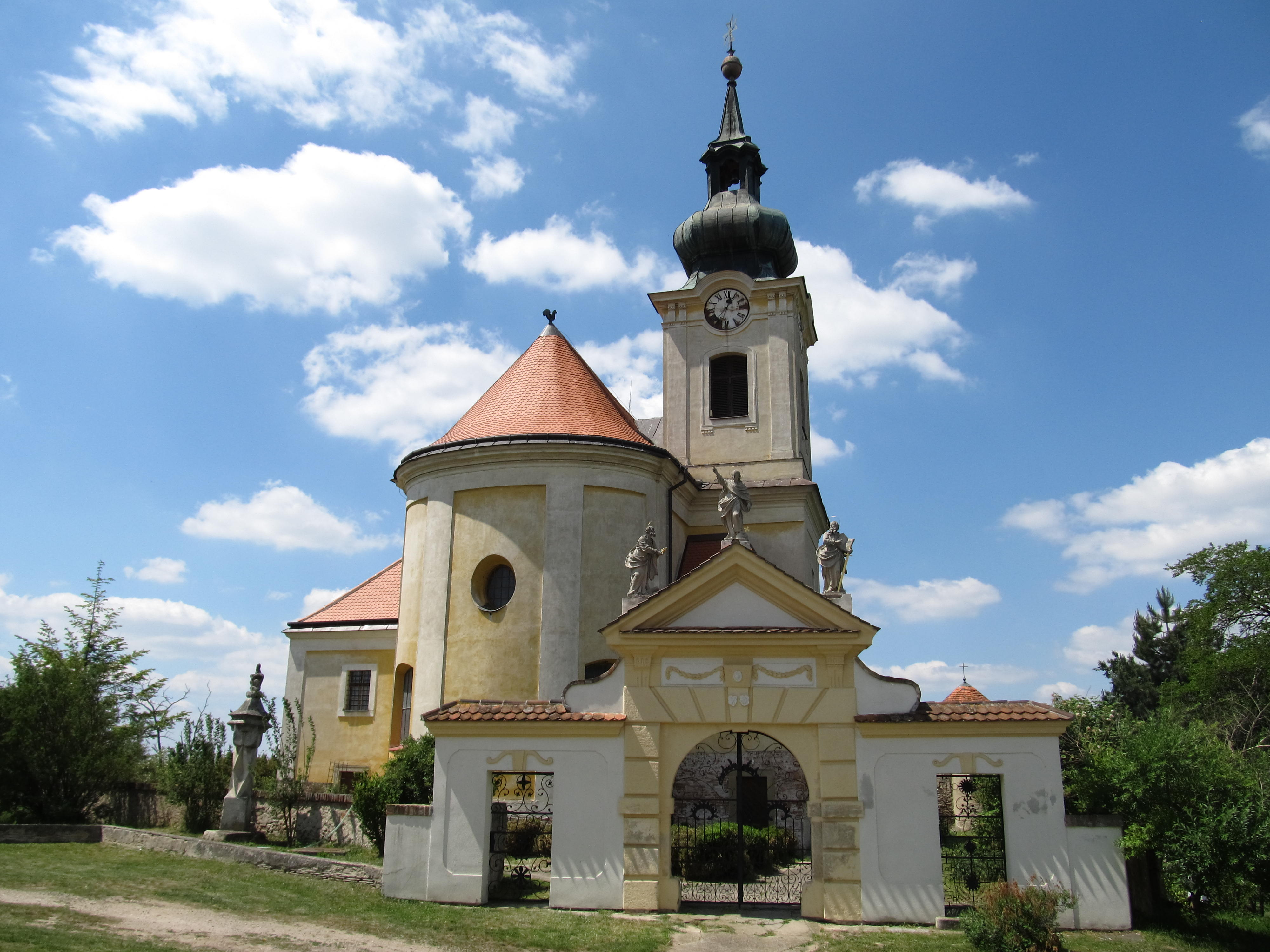
Barokní areál kostela sv. Petra a Pavla